# 増野美由紀
増野 美由紀（ますの みゆき、1984年9月27日 - ）は、埼玉県出身の日本のお笑い芸人、タレント、女優である。松竹芸能所属。
元お笑いコンビ『フライデーズ』（解散）のツッコミ担当であり、その時点では『ますのみゆき』の芸名で活動していた。
キンタロー。が主宰する松竹芸能のユニット『SBK48』の一員。松竹芸能タレントスクール東京校の出身である（24期）。

## 来歴
高校卒業後、様々な演劇の舞台に出演した。
2012年、当時所属していたミライ・アクターズ・プロモーションの舞台、ミニマムスパイス 第1回公演『メモリー』（2012年5月25日 - 5月27日、ミライ・アクターズ・プロモーション）での共演をきっかけに相方である『ふちゅうふみえ』と知り合う。
2014年4月松竹芸能タレントスクール東京校に入学した（24期）。同年7月には自らが主宰・脚本・演出・出演をした舞台『アスター』を上演した。
2015年4月からの松竹芸能仮所属を経て、2016年5月から松竹芸能に所属した。2015年公開の映画『レプリカント・イブ』に花屋の売り子役として出演、2015年6月2日放送の『有田チルドレン』（TBS、我こそは“ぶちゃいく”芸人オーディション）で初めて地上波のテレビに出演した。
2016年1月22日から1月23日にかけて、松竹芸能新宿角座で初の演劇公演となる「グルーミン～ぬいぐるみ男の数奇な人生～」(計3公演、うしろシティの阿諏訪泰義・金子学主演)に出演。
キンタロー。が主宰する『SBK48』には同年7月13日に加入(追加メンバー)、旗揚げ公演での役どころは「角座女学園3年生で生徒会長」、キンタロー。、光子、はるはる、脇屋敷、府中文江、餅田コシヒカリ、だいどぅ、星美穂と共演した。
2017年10月15日、自身のTwitterによりフライデーズの解散が発表され、ピン芸人として活動していく事となった。

## 人物
- ご当地ブリッジを趣味にしており、旅先で本人がブリッジした写真をブログに掲載することがある[16]。
- 枝豆が大好きで、1ヶ月毎日食べるとしたら何？という質問に『枝豆』と回答している[17]。
- 本人のブログに『毎日更新予定』とあるが、これはフライデーズとして出演していた冠番組『がんばれ！FRIDAYs！』（ニコニコ生放送）[注釈 1]のスタッフによって作成されたもので、本人はそのような宣言はしていない[18]。
- 2015年1月9日放送の『がんばれ！FRIDAYs！シーズン2』第1回（ニコニコ生放送）では、リニューアル初回にもかかわらず、体調不良のためスタジオに来られず、ますののみ自宅からの中継となった[19]。
- 舞台の告知は自らブログ等でしていたが、松竹芸能タレントスクール卒業後は相方のふちゅうふみえの告知にリンクを貼ったり[20]、Twitterでの告知をリツイートしたりと、自らはあまりしなくなった。
- 有田チルドレンに出演した際は、相方の応援の立場であったが、『後列のインパクトが結構強い』という有田哲平の発言により、画面の中央に映る機会を得た[21]。
- 『SBK48』のプロフィールページでは『常識人。趣味はブリッジ。頬骨ブスと言われている。』と紹介されている。[22]

## 主な出演

### インターネット番組
- おぎやはぎの「ブス」テレビ(AbemaTV Abema SPECIALチャンネル)
  - #21(2017年6月12日放送)[23]

### 舞台
- 劇団strange GARDEN『ver.13.0 マイン'08』（2008年2月14日 - 2月18日：シアターグリーンBIG TREE THEATER）[24]
- チームまん◯(まんまる)第７発目公演『二万個』(2011年8月31日 - 9月4日：ART THEATER かもめ座)[25]
- 劇団6番シード『傭兵ども!砂漠を走れ! -サバンナ&オアシス-』（2012年11月14日 - 12月9日：シアターKASSAI）[26] - オアシス編、チャーリーチーム(C)に参加
- ミニマムスパイス 第1回公演『メモリー』（2012年5月25日 - 5月27日：ミライ・アクターズ・プロモーション）[4]
- シュガー☆キューブ 第1回公演『しあわせへ続く道』（2013年7月25日 - 7月28日：グラディート汐留b5スタジオ） - Whiteチームに参加[27]。
- 劇団UDA MAP vol.2『アリゾナ☆侍ガールズ』（2013年8月29日 - 9月3日：シアターKASSAI）[28]
- Orange Option 第1回公演『アスター』（2014年7月23日 - 7月26日：ミライ・アクターズ・プロモーション） - 主宰・脚本・演出・出演[7]
- 松竹芸能『グルーミン～ぬいぐるみ男の数奇な人生～』(2016年1月22日 - 1月23日：松竹芸能新宿角座)[11][12][13]
- 三栄町Liveフラワースタジオ公演Vol.9『月曜の夜、妻が消えた。』（2018年3月13日 - 3月18日：四谷フラワースタジオ）[29]

### 映画
- レプリカント・イブ（2015年公開（12月5日 - 12月9日）、ミライ・ピクチャーズ・ジャパン製作） - 花屋の売り子役